# Doč' morjaka
Doč' morjaka (Дочь моряка) è un film del 1941 diretto da Georgij Nikolaevič Tasin.